# Фотография и внелогическая форма
Фотография и внелогическая форма — книга российского искусствоведа Екатерины Васильевой. В книге изложена исследовательская концепция, которая обращает внимание на иррациональную основу фотографии. Исследование рассматривает фотографию как инструмент, обнаруживающий иррациональный и архаический принцип мышления. Одна из ключевых работ в области теории фотографии.
Книга представляет собой сборник эссе, опубликованных в 2010-е годы в академических изданиях, в том числе — в Вестнике Санкт-Петербургского университета, журнале «Неприкосновенный запас» и др. Тексты затрагивают аспекты единой темы и поднимают общую проблему феномена внелогического в фотографии. В качестве отдельной книги опубликована издательством «Новое литературное обозрение» в 2019 году.

## Общая характеристика
Исследование рассматривает фотографию как феномен, в котором важна не только визуальная, но и смысловая составляющая. Основа концепции — представление фотографии иррациональной системой, которая использует внелогическую форму как базовый механизм. Концепция книги синтезирует теорию фотографии и теорию мышления, рассматривая рациональное и внелогическое единым механизмом. В фотографии внелогическая форма может быть рассмотрена как часть цивилизационного сознания. Фотографическая система обнаруживает, что формы мышления, традиционно определявшиеся как архаические, являются неотъемлемой компонентой современного сознания.

## Фотография и внелогическое: общие принципы
Современная аналитическая система считает своей основой логическое мышление: на его принципах построено рациональное знание. Концепция принадлежности фотографии внелогической системе связывает кадр с пространством иррационального.
Фотография, как и многие другие цивилизационные формы, сохраняют элементы дологического сознания. Эта концепция была частично представлена в работах Ролана Барта, Жана Бодрийяра, Розалинды Краусс и последовательно сформулирована в книге «Фотография и внелогическая форма». Концепция основана на исследовании принципов внелогического сознания, начатого Эрнстом Кассирером, Люсьеном Леви-Брюлем и Клодом Леви-Строссом. В исследовании Екатерины Васильевой речь идет о способности фотографии поддерживать внелогическую систему. Фотография нарушает принцип языка и значения, изменяет привычную преемственность времени, иначе определяет систему и структуру пространства. 

## Идея знака и система языка
Книга обращает внимание на тот факт, что фотография заметно нарушает языковой принцип. Фотография не может воспроизводить языковой принцип обмена между означающим и означаемым и обращает на себя внимание как феномен, который специфически формирует структуру смысла. Это наблюдение в своих исследованиях высказывали и другие исследователи. Екатерина Васильева обращает внимание, что фотография не может выступать как знак и не может использовать систему образования смысла, заложенную в языке.Фотография демонстрирует принцип формирования значения, не зависимый от конструкции знака.  Книга подчеркивает, что феномен фотографического значения характеризует смысловая неопределенность. Фотография демонстрирует возможность существования принципа, не связанного с монетарной или языковой системой.

## Фотография и категориальный строй мышления
Фотография нарушает стандартную таксономическую модель и преодолевает систему категориального мышления. Категории, обобщения и понятия в фотографии вытеснены буквальными изображениями. В фотографии невозможно общее представление предмета. Кадр дает возможность конкретного изображения данного предмета. 
В фотографии принцип системы и структуры заменен идеей буквального перечня. Это сближает фотографию как с архаическим мышлением, так и с современными принципами предметного сознания.

## Фотография и таксономическая модель
Фотография нарушает принципы классификации, принятые в цивилизационной системе и подчиненные категориальному или  иерархическому мышлению. Фотографическое изображение не поддерживает систему корневого таксона и находящихся ниже классифицируемых объектов. Цивилизационное мышление представляет собой иерархию соподчиненных понятий. Фотография оперирует принципами, которые не связаны между собой обстоятельствами соподчинения. Фотография формирует принципиально иную модель: она использует не генеральные или обобщающие понятия, а представляет собой буквальный перечень конкретных, часто второстепенных, объектов. Этот буквальный перечень (или представление) конкретных объектов не может быть использован как элемент соподчиненных категорий. Исследователи обращают внимание на то, что принцип обобщения, на котором построена таксономическая система, в фотографии не возможен. Фотография обращена к конкретным предметам, а не к их обобщению и систематизации. «Классификация — … это разделение главного и второстепенного. Таксономическая модель предполагает порядок приоритетов, иерархию важного и  незначительного, основного и периферийного». Исследователи обращают внимание на то, что фотография, фактически, не допускает возможность подобного деления.

## Фотография и категория времени
Фотографию часто рассматривают одним из тех феноменов, который обнаруживает специфическое положение в системе времени. Фотография не опровергает шаблон линейного времени, но и не поддерживает его. Фотографии свойственно несоответствие системе времени, привязанной к преемственности прошлого, настоящего и будущего. «Снимок видит временной поток набором обособленных «теперь», которые нарушают идею линейности, выстраивают хаотичную среду», — замечает исследователь фотографии Екатерина Васильева. Фотография радикально смешивает акценты между прошлым, настоящим и будущим: кадры как события могут быть выстроены в любой последовательности. Одновременно с этим, фотография всегда принадлежит настоящему и, в то же время, всегда связана с прошлым.
Нарушение хронологической структуры внутри фотографии связано с утопическим временем. «Фотография — не копия реального, а эманация прошлой реальности», — пишет Барт.

## Фотография и проблема изображения пространства
Исследование исходит из предположения, что фотография использует специфическую модель пространства. Ее особенность заключается не только в способности переводить трехмерный объем в двухмерное изображение, но и в способности представлять пространство как специфическую структуру. Фотография не воспроизводит пространство единым организмом, а рассматривает его как набор фрагментов. Фотография представляет элементы пространства как качественно различные, разрушая представления о мире как о единой системе. Такой способ представления пространства можно считать типичным для архаических систем и мифологического сознания. «Фотография фиксирует окружающее пространство как набор фрагментов». Автор книги отмечает, что живописное пространство обращается к идее целого. Схожие наблюдения высказывали и другие авторы.  «Фотография открывает пространство как форму оптической иллюзии, все дальше удаляясь от идеи, связанной со стеной картины». Фотографическая система сталкивается с той же системой, что и мифологическое пространство: его части отрывочны и не связаны друг с другом ни содержательно, ни логически.  Фотография разделяет физическое пространство на фрагменты и конструирует на их основе новую пространственную среду.
Особое значение в фотографии приобрел эффект «метафизической пустоты». Примером метафизического представления пространства могут служить фотографии Эжена Атже. 
Исчезновение принципа топографического описания становится одним из принципов фотографии.

## Фотография и проблема присутствия
Фотография представляет собой специфический парадокс с точки зрения обстоятельства присутствия. Автор книги обращает внимание, что говоря о фотографии, мы не всегда понимаем, что значит «есть» и что значит «нет». В частности, Мартин Хайдеггер говорил о возможности определять бытие временем, а время бытием. Когда составляющие этой связи нарушены, идея присутствия и существования в фотографии выступает, как парадокс, а не как данность. Фотография, которая изначально нарушает картину времени, демонстрирует парадоксальную ситуацию с точки зрения картины присутствия. Если в фотографии нарушена картина времени, сложно определить применительно к кадру, что значит «есть». Исследование определяет специфику фотографии как нарушение единства бытия и времени.

## Критика
Критика оценивает книгу как важный прецедент в области теории фотографии. Критики оценивают книгу как исследование, связанное с попыткой рассматривать фотографию частью иррациональной системы в культуре сегодняшнего дня. Исследователи полагают, что книга — «одна из немногих за последние годы попыток отойти от традиционных исследовательских шаблонов, сложившихся в области изучения фотографии». Критики считают, что исследование формирует собственную аналитическую программу и формирует новый аналитический вектор в исследовании фотографии.
Критики отмечают важность концепции для изучения современной культуры в целом. «Исследование Васильевой показывает наличие в ряде медиафеноменов современной культуры элементов, обладающих собственной активностью и логикой, неподвластной человеческой рациональности».

## Библиотечный регламент
Книга «Фотография и внелогическая форма» представлена в собраниях следующих библиотек:
- Российская государственная библиотека, Москва, Россия
- Российская национальная библиотека, Санкт-Петербург, Россия
- Библиотека Российского государственного гуманитарного университета, Москва, Россия
- Библиотека Санкт-Петербургского государственного университета, Санкт-Петербург, Россия
- Библиотека Конгресса, Вашингтон, США
- Библиотека Варбурга, Лондон, Великобритания
- Библиотека Фонда Чини, Венеция, Италия